# Simon IV de Sexfontaines
Simon IV de Sexfontaines (né vers 1231, † vers 1265) est le fils aîné de Simon III de Sexfontaines, seigneur de Sexfontaines, et de son épouse Isabelle de Jonvelle. Il est seigneur de Sexfontaines, en Champagne, et héritier de Jonvelle, en Franche Comté de Bourgogne, au milieu du XIIIe siècle.

## Biographie
Avant 1241, il succède à son père, Simon III, comme seigneur de Sexfontaines à la mort de celui-ci. Toutefois, le fief de Jonvelle reste de l'apanage de sa mère Isabelle de Jonvelle, qui semble s'être mariée en secondes noces dès 1241 avec Thiébaud Ier de Dramelay, seigneur de Neuchâtel, fils de Fromond II de Dramelay, et auteur de la Maison de Neufchâtel. Thiébaut et Isabelle dirigent Jonvelle ensemble et Simon semble être écarté du pouvoir et n'apparait dans aucune charte de cette époque. Il demeure alors à Sexfontaines où il dirige les domaines paternels.
Après 1255, il épouse Agnès de Choiseul, fille de Renard II de Choiseul, seigneur de Choiseul, et d'Alix de Dreux. Ce mariage est très prestigieux pour Simon car Agnès est d’origine capétienne car arrière-arrière-petite-fille du roi des Francs Louis VI le Gros.
Vers 1263, son beau-père Thiébaut II de Dramelay décède sans enfant, et Simon retourne alors à Jonvelle afin d'y réclamer son héritage, ce qui provoque une dispute avec sa mère Isabelle de Jonvelle, qui a nécessité l'intervention du comte et de la comtesse de Bourgogne pour être réglée. La même année, peut-être à titre de compensation, Simon reçoit en fief du comte de Bourgogne un fief à Veruz.
Il meurt vers 1265 et est inhumé en l'abbaye de Clairefontaine, où sa mère Isabelle de Jonvelle y fait célébrer des offices funèbres. Il est remplacé par son fils aîné Guy de Sexfontaines, mais ses enfants étant trop jeunes, ils sont placés sous la garde de sa mère, mais celle-ci décède à son tour en 1168 ou peu après. Sa veuve Agnès de Choiseul étant remariée avant 1168, leurs enfants sont donc ensuite placés sous la tutelle de leurs oncles, Jacques, seigneur de Baon et de la Fauche, et Jean, seigneur de Chesnel.

## Mariage et enfants
Après 1255, il épouse Agnès de Choiseul, fille de Renard II de Choiseul, seigneur de Choiseul, et d'Alix de Dreux, dont il a au moins deux enfants :
- Guy de Sexfontaines, qui succède à son père.
- Simon de Sexfontaines, cité dans une charte de 1268.
- Élisabeth de Sexfontaines, cité dans une charte de 1268.
- Alix de Sexfontaines, cité dans une charte de 1268.

Une fois veuve, Agnès de Choiseul épousera en secondes noces Pierre, seigneur de La Fauche, fils d'Hugues IV de La Fauche, dont elle a des enfants. De nouveau veuve, elle épousera en troisièmes noces Jacques, seigneur de Bayon, fils d'Henri de Lorraine dit le Lombard, seigneur de Bayon, et de Damete de Pesmes, dont elle a un enfant, Henri de Bayon.